# Longing ~ Setsubou No Yoru
Longing～切望の夜～(Longing - Setsubou no yoru) è un singolo degli X Japan. Contiene una versione diversa del precedente singolo Longing ~ Togireta Melody, la versione strumentale e la versione "Poem", nella quale Yoshiki recita il testo della canzone.

## Tracce
1. Longing～切望の夜～ - 4:59 (Yoshiki - Yoshiki)
2. Longing～切望の夜～ (Instrumental) - 5:28 (Yoshiki - Yoshiki)
3. Longing～切望の夜～ (The Poem) - 4:57 (Yoshiki - Yoshiki)

## Formazione
- Toshi - voce
- Heath - basso
- Pata - chitarra
- Hide - chitarra
- Yoshiki - batteria & pianoforte